# Relações entre Brasil e Cazaquistão
As relações entre Brasil e Cazaquistão referem-se às relações atuais e históricas entre a República Federativa do Brasil e a República do Cazaquistão. Ambos os países são membros das Nações Unidas.

## História
Logo após a dissolução da União Soviética, o Brasil reconheceu a independência do Cazaquistão em 26 de dezembro de 1991. As relações diplomáticas entre as duas nações foram estabelecidas em 22 de setembro de 1993.  Inicialmente, houve pouco contato diplomático entre as duas nações, com representantes de ambas as nações se encontrando apenas em fóruns internacionais, como nas Nações Unidas.
Em agosto de 2006, o Brasil abriu uma embaixada em Astana (atual Nur-Sultan ). Em 2007, o presidente cazaque Nursultan Nazarbayev fez uma visita oficial ao Brasil. A visita foi retribuída com a chegada do presidente brasileiro Luiz Inácio Lula da Silva ao Cazaquistão em 2009. Em outubro de 2012, o Cazaquistão abriu uma embaixada residente em Brasília.
Brasil e Cazaquistão compartilham posições semelhantes em questões globais, como questões relacionadas ao desenvolvimento sustentável e à preservação do meio ambiente. O Brasil apoiou a entrada do Cazaquistão na Organização Mundial do Comércio e recebeu apoio cazaque para sua reivindicação de um assento permanente no Conselho de Segurança das Nações Unidas.
Existem empresas brasileiras operando no Cazaquistão, e algumas outras empresas brasileiras estão buscando se estabelecer no país para produção e exportação para os mercados dos países membros da Comunidade de Estados Independentes. A principal companhia aérea do Cazaquistão, a Air Astana, possui e opera mais de dez aeronaves Embraer fabricadas no Brasil.

## Visitas de alto nível

### Visitas de alto nível do Brasil ao Cazaquistão
- Presidente Luiz Inácio Lula da Silva (2009)
- Ministro das Relações Exteriores Aloysio Nunes (2018)

### Visitas de alto nível do Cazaquistão ao Brasil
- Presidente Nursultan Nazarbayev (2007)
- Ministro das Relações Exteriores Erlan Idrissov (2013)

## Acordos bilaterais
Em 2018, ambas as nações assinaram acordos de extradição; transferência de condenados; e assistência mútua em casos criminais.

## Missões diplomáticas residentes
- O Brasil tem uma embaixada em Astana.[4]
- O Cazaquistão tem uma embaixada em Brasília.[5]